# Francesc Català Roca
Francesc Català Roca (19. března 1922, Valls – 5. března 1998, Barcelona) byl španělský fotograf.

## Životopis
Narodil se jako syn fotografa Perea Català Pice (1889–1971), který ho uvedl do světa fotografie. Francesc Català-Roca spolupracoval s několika redakcemi časopisů, včetně Destino a La Vanguardia. První samostatná výstava jeho fotografií se konala v roce 1953. Mnoho z jeho fotografií bylo použito k ilustraci knih, většina z nich má rysy typické pro uměleckou fotografii. Považoval se za profesionálního fotografa, který se snažil zachytit každodenní realitu, protože věřil, že je spíše dokumentaristou než umělcem a jeho práce spojuje realitu s krásou. Dokázal udržet realismus zobrazených postav, mimo jiné díky svým technickým schopnostem a přirozenému a snadnému navazování kontaktu s lidmi, které fotografoval. Jednou z jeho nejslavnějších sérií je série realizovaná v Carrascosa del Campo (provincie Cuenca) v roce 1954, kde se u příležitosti fiesty konala korida, na které se podílel slavný toreador Luis Miguel Dominguín. Na koridě byla také herečka Lucia Bosè, která se o rok později stala Dominguínovou manželkou.

## Umělecké úspěchy
Autor více než 200 000 fotografií, zobrazujících hlavně Katalánsko, zejména Barcelonu. Byl prvním španělským fotografem, který obdržel národní cenu výtvarného umění (1983). Dvakrát mu byla udělena cena města Barcelony.